# おニャン子ザ・ムービー 危機イッパツ!
「おニャン子ザ・ムービー 危機イッパツ!」（おニャンこザ・ムービー ききイッパツ）は、1986年の日本映画。監督、脚本は、原田眞人。

## 解説
おニャン子クラブのブームが吹き荒れた1986年の春から夏にかけて撮影され、夏休み中の同年8月23日から公開されたおニャン子クラブの映画デビュー作。おニャン子クラブはグループとソロを合わせ、当時レコード売上げ年間900万枚以上といわれた。当然忙しくて撮影に充てる時間が取れないため、原田眞人は全国縦断コンサート "おニャン子PANIC" の一環として1986年7月19日に横浜スタジアムで行われたコンサートをメインに、ドキュメント風におニャン子を追うことに決めた。
併映は当時おニャン子クラブが出演していた『夕やけニャンニャン』のレギュラーでもあったとんねるず主演の『そろばんずく』。
動員150万人。どちらも作品的にも興行的にも失敗に終わる。関根勤はこの時の演技を「（演技プランを）間違ってました！」と時々語っていた。
1986年11月15日にビデオ化された後、2002年3月20日にDVD化されている。
キャッチ・コピーは「おニャン子たちが狙われている！」。

## 出演
- おニャン子クラブ
  - No.4	新田恵利
  - No.5	中島美春
  - No.6	樹原亜紀
  - No.8	国生さゆり
  - No.9	名越美香
  - No.11 福永恵規
  - No.12 河合その子
  - No.13 内海和子
  - No.14 富川春美
  - No.15 立見里歌
  - No.16 高井麻巳子
  - No.17 城之内早苗
  - No.18 永田ルリ子
  - No.19 岩井由紀子
  - No.22 白石麻子
  - No.25 吉沢秋絵
  - No.28 横田睦美
  - No.29 渡辺美奈代
  - No.32 山本スーザン久美子
  - No.33 布川智子
  - No.34 弓岡真美
  - No.35 岡本貴子
  - No.36 渡辺満里奈
  - No.38 工藤静香
  - No.39 高畠真紀
  - No.40 生稲晃子

- マラソン・ボーイ：江口洋介
- マージャン・ボーイ：宮川一朗太
- スペードのエース：関根勤
- ウフフのタクシー運転手：伊武雅刀
- オークショナー：山口良一
- クローバーのキング：安岡力也
- ユージン：原田遊人（原田眞人監督の長男）
- パピヨン：今井萌
- 帆足ホタル：桃井かおり
- 逸見政孝（当時：フジテレビアナウンサー）
- 梅津栄
- 小野武彦
- 伊藤政則

## 音楽
- 主題歌：おニャン子クラブ「お先に失礼」
- 挿入歌
  - おニャン子クラブ「セーラー服を脱がさないで」「乙女心の自由型」「夏のクリスマス」「およしになってねTEACHER」「KISSはMAGIC」「夏休みは終わらない」「避暑地の森の天使たち」「瞳の扉」「じゃあね」「真赤な自転車」
  - 国生さゆり「バレンタイン・キッス」「夏を待てない」
  - 渡辺美奈代「瞳に約束」
  - 福永恵規「風のInvitation」
  - うしろゆびさされ組「象さんのすきゃんてぃ」「バナナの涙」
  - ニャンギラス「自分でゆーのもなんですけれど」[2]
  - 河合その子「落葉のクレッシェンド」
  - 高井麻巳子「シンデレラたちへの伝言」
  - 新田恵利「冬のオペラグラス」

## スタッフ
- 監督・脚本：原田眞人
- 製作：日枝久
- プロデューサー：角谷優、岡田裕
- プロデューサー補：新津岳人、河井真也
- スペシャルアドバイザー：石田弘、笠井一二
- 撮影：長谷川元吉
- 照明：小熊良洋
- 録音：中野俊夫
- 美術：丸山裕司
- 編集：冨田功
- 助監督：渡辺孝好
- 制作担当：川崎隆
- 製作主任：坂井淳一
- キャスティングディレクター：笹岡幸三郎
- 製作：フジテレビジョン
- 製作協力：ニュー・センチュリー・プロデューサーズ
- 配給：東宝